# Natalia Hryhorjeva
Natalia Grigorjeva (ukrainska: Наталія Григорьԑва), född den 3 december 1962 i Isjimbaj i Basjkirien, är en ukrainsk före detta friidrottare som tävlade i häcklöpning.
Grigorjeva deltog vid Olympiska sommarspelen 1988 i Seoul där hon slutade på fjärde plats på 100 meter häck. Hon blev vidare bronsmedaljör vid VM 1991 i Tokyo. 
Vid Olympiska sommarspelen 1996 representerade hon Ukraina men blev då utslagen redan i kvartsfinalen på 100 meter häck.

## Personliga rekord
- 100 meter häck – 12,39 från 1991